# Antonio Pirri

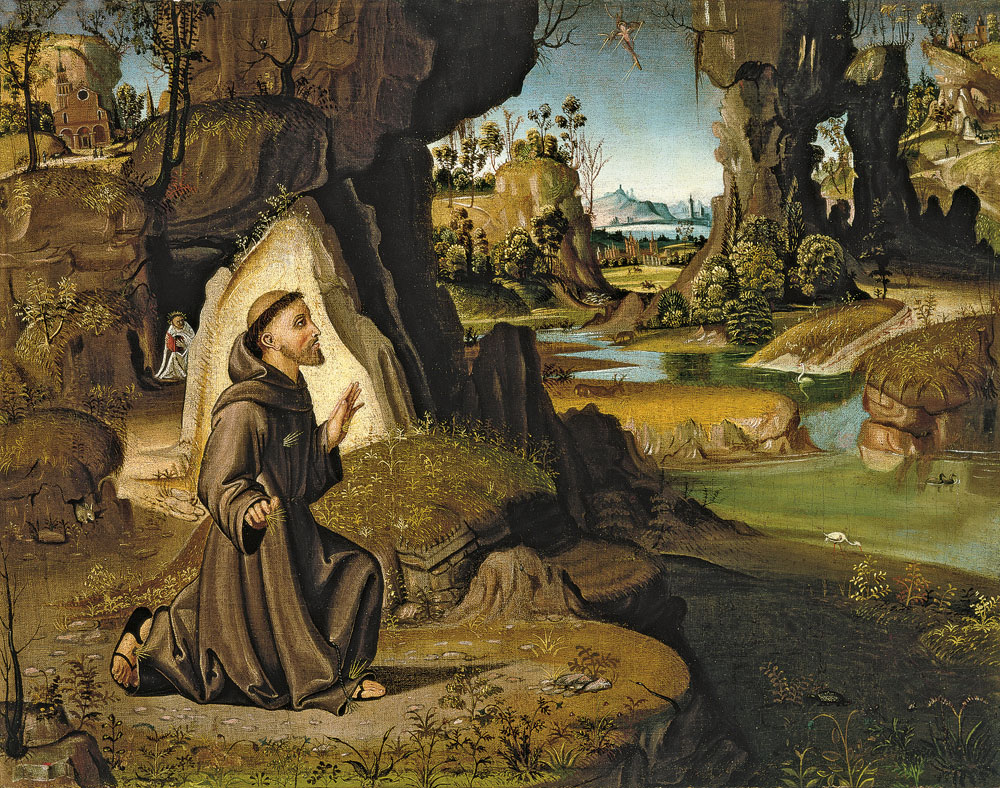
San Francisco recibiendo los estigmas, óleo sobre lienzo, 42,5 x 54,5 cm, Madrid, Museo Thyssen-Bornemisza.

Antonio di Manfredo da Bologna, llamado Pirri, (f. 1509-1511) fue un pintor renacentista italiano activo en Nápoles.

## Biografía y obra
De posible origen boloñés y desconocida biografía, tan solo se le encuentra mencionado en un documento fechado en Nápoles en 1511 con motivo de la tasación de un retablo pintado por el boloñés Antonio Rimpatta para la iglesia de San Pietro ad Aram. Se conocen además tres pinturas firmadas por él: San Antonio Abad y san Pablo ermitaños, antes en la colección Accorsi de Turín, San Sebastián, de medio cuerpo, y La Visitación, ambas en el Museo Poldi Pezzoli de Milán.
Influencias de Ercole de' Roberti y de los pintores de la escuela ferrarense Lorenzo Costa y Francesco Francia, semejantes a las que se encuentran en las pinturas firmadas, con sus vivaces colores, se descubren también en un reducido número de obras atribuidas a Pirri, entre ellas el Martirio de san Sebastián del Walters Art Museum, el San Francisco recibiendo los estigmas del Museo Thyssen-Bornemisza, con un jugoso fondo de paisaje veneciano, o La Virgen con el Niño en un trono con san Pedro, santa Catalina de Siena y un donante cartujo de los museos y galerías de Canterbury.